# Chrysler Europe
Chrysler Europe fue la división europea del fabricante de automóviles estadounidense Chrysler, que desarrolló su actividad entre 1967 y 1979, aunque sus vehículos se estuvieron vendiendo con marca Chrysler hasta 1981, y posteriormente con marca Talbot ya siendo propiedad del Groupe PSA.

## Historia
Entre los años 50 y 60, la dirección de Chrysler decidió la expansión mundial, y más concretamente europea, de la compañía siguiendo la estela de los otros dos gigantes estadounidenses, Ford y General Motors, que ya tenían una sólida base impantada en Europa.
En 1958 Chrysler empezó a comprar participaciones significativas de la compañía francesa Simca, en 1963 hizo lo propio con la española Barreiros para en 1967 tomar el control total de ambas y además comprar la británica Rootes. La suma de estas compañías dio lugar a Chrysler Europe.
En 1969, Chrysler Europe llegó a un acuerdo con el grupo francés Matra para desarrollar conjuntamente coches deportivos para venderlos a través de la red de concesionarios de Simca, bajo la marca Matra-Simca.
La situación financiera de la matriz norteamericana se deterioró mucho durante los años 70, lo que llevó a la empresa a desprenderse de su filial europea que fue vendida al Groupe PSA por el simbólico precio de 1 dólar en 1978. El acuerdo incluía el mantenimiento de la marca Chrysler hasta el final de 1979. A partir de esa fecha los vehículos fueron renombrados como Talbot, marca propiedad del Groupe PSA.

## Modelos
El primer modelo de Chrysler Europe fue el Chrysler 180 que fue el resultado de combinar dos proyectos de vehículos similares entre sí que en el momento de la toma de control por parte de Chrysler llevaban separadamente Rootes y Simca. El resultado en ventas no fue muy bueno excepto en España, donde además se montaron motores diésel y carroceros locales produjeron una versión familiar. Fue vendido desde 1970 hasta 1982.
El primer desarrollo único de la compañía llevado conjuntamente por los centros de desarrollo de Simca y Rootes fue el del Chrysler 150 que supuso un éxito de ventas y recibió el premio Coche del Año en Europa en 1976. Fue vendido desde 1975 hasta 1985.
Igualmente, el Chrysler Horizon supuso otro éxito, recibiendo el galardón al Coche del año en Europa en 1978. Fue vendido desde 1977 hasta 1986.
El Chrysler Sunbeam fue un desarrollo totalmente de la parte británica de Chrysler Europe con vistas a ese mercado y fue el resultado de un acuerdo entre el gobierno británico y la compañía para mantener la producción de la planta escocesa de Linwood, que estaba amenazada de cierre. Fue vendido desde 1977 hasta 1981.
En el momento de producirse la compra de Chrysler Europe por parte del Groupe PSA, estaba en fase de desarrollo ya muy avanzada un vehículo de alta gama, que finalmente llevó el nombre de Talbot Tagora.
Aparte de estos modelos, Chrysler Europe siguió produciendo y comercializando los vehículos de Rootes y Simca que ya se producían antes de la toma de control por parte de Chrysler.
- Datos: Q1088671
- Multimedia: Chrysler Europe / Q1088671